# 麥斯特與強生
麥斯特與強生（英語：Masters and Johnson）是由威廉·麥斯特和維吉尼亞·強生組成的研究小组，其在1957年至90年代間開創性地研究了人類性反應的特質、以及性障礙的嶄新診斷和治療方法。
他們倆的研究始於圣路易斯华盛顿大学的婦產科部門。及後於1964年在圣路易斯創立獨立非營利研究機構生殖生物學研究基金會（Reproductive Biology Research Foundation），並於基金會繼續相關研究。該基金會在1978年改名為麥斯特與強生研究中心。在麥斯特與強生的研究的初始階段（1957-1965年），他們記錄了一些關於人類性反應的解剖學和生理學數據——那些數據是因直接觀察382名女性和312名男性「上萬個完整的性反應週期」而得來。他們的研究結果消除了許多長久以來的誤解，比如女性性興奮（他們描述了陰道潤滑的機制，並否定了陰道潤滑起源於子宮頸的以前常見观念）和性高潮（無論刺激的陰蒂或陰道，生理學反應基本相同，以及證实了女性的確擁有多重性高潮）的性質。
他們分別於1966年及1970年出版了兩本性學經典著作——《人類性反應》（Human Sexual Response）以及《人類性功能障礙》（Human Sexual Inadequacy）。以上兩本著作銷量不俗，且已被翻譯成过30种語言。該研究小组已入選了聖路易斯星光大道，且其研究經歷已被Showtime電視網改編成電視節目《性爱大师》，其劇情是依據2009年的一本傳記寫成。

## 研究工作
威廉·馬斯特於1957年首次聘請維吉尼亞·強生擔任研究助理一職，負責協助全面研究人類的性表象。傳記《性爱大师》的作者托馬斯·邁爾（Thomas Maier）指出馬斯特與強生會在實驗室觀察钩住儀器導線的志願者所從事的性行為，並以此作臨床研究。後來馬斯特因擔心实驗结果不準確，主動要求強生跟自己進行性交，兩者後來更因此墮入愛河。邁爾指出強生經常在馬斯特的家中跟其一起共度暑假，而他的妻子利比（Libby）則正在和孩子一起去旅行；到了後期階段，馬斯特與強生更耗盡每週的时間一起工作及旅行。邁爾還表示，馬斯特跟強生在實驗室所花的時間高於其跟妻兒，甚至所有人的相处时間。馬斯特於1971年跟首任妻子離婚，繼娶強生为妻。馬斯特跟強生及后於1993年3月18日在圣路易斯巡迴法院離婚。由於社會意識所限，所以在過去性學研究一直遭人忽視。
金賽等人在1948和1953年分別對外發佈了兩卷有关男性和女性的性行為調查报告（後來统稱为《金賽報告》），其帶有一定的革命性和爭議性。但他們的研究结果主要是在調查人口中發生某种性行為的頻次，並以個人訪談為依據——即欠奉因實驗觀察而得來的數據。麥斯特與強生則正好相反，他們以在實驗室觀察和測量受試者从事性交和自慰時的身心變化作研究的依據。
起初麥斯特與強生的實驗測量對象为娼妓，因为他們遭社會孤立、對性有知識，且願意跟研究者合作。麥斯特與強生在145名參與研究的娼妓中只挑選少數來作進一步的生殖器结構及生理反應評估。後來麥斯特與強生從社區招募了382名女性和312名男性回來作研究對象。当中绝大多數为具有較高教育水平的已婚白人伴侣。
除了記錄性興奮时的第一手人体生理數據以外，他們還將自己的研究結果和結論用語言表達出來，把性形容为一种健康且自然的活動，且是愉悅感和亲密感的來源之一。
他們的研究方法可謂「前無古人，後無來者」——把男女性伴侶的组合隨機分配，成為「臨时指定伴侶」。

## 性反應的四个階段模型
他們最具深遠影響及最重要的研究成果之一就是把性反應分為四个階段，並稱該模型为人類性反應周期。那四個階段分别是：
- 興奮期（初步進入興奮狀態）
- 持續期（完全進入興奮狀態，但尚未達至高潮）
- 高潮期
- 消退期（高潮過後）

他們的研究亦顯示西格蒙德·弗洛伊德所提出的「陰道高潮」和「陰蒂高潮」的生理反應基本毫無差別。
此外他們的研究也證实男性在高潮过后会進入不應期，在不應期間他們往往無法再次射精；而女性則没有不應期，所以她們能擁有多重性高潮。他們也是首兩位描述兩性在達至高潮时所發生的節律性收縮現象，高潮起始时兩者皆会出現間隔为0.8秒的節律性收縮，及后收縮的速度和強度会逐漸減慢。

## 老年人的性反應
麥斯特與強生亦是首兩位研究老年人的性反應的研究者，他們發現鑑於部分老年人的身體健康狀況良好，且擁有自己心儀的性伴侶，所以他們仍能繼續从事性行为——性能力的消失没有一个絕對且清晰的年齡界線。但他們仍同时指出，男女的性反應模式都会隨着老齡化而有一定的具體變化，例如老年男性需要更長時間才能進入性興奮狀態，且需要更多的生殖器直接刺激；女性陰道潤滑的速度和潤滑液的量皆会因年齡增長而減少。他們指出，許多老年男女完全有能力在70歲以後體會到性興奮和高潮，這一發現已在老年人性功能障礙流行病學研究中得到證實。

## 对同性戀男女的性行为觀察
麥斯特與強生隨機將男同性戀者和女同性戀者各自分配成一對，並在实驗室观察他們的性行为，后將结果寫於《透視同性戀》（Homosexuality in Perspective）中：
|         | 男同性戀研究分配對象A、B和C……在實驗室與以前不認識的男性存有互相影響的關係，儘管他們討論了接下來應怎樣做，但整個討論相當簡單。討論通常只是互向对方問問題或建議对方應怎樣做，但往往只局限於非語言性的表達，比如眼神交流或手部語言，这些皆足以建立伴侣性行为協定。研究小组並没有对他們作出任何建議 |
| ——p. 55 | |

麥斯特與強生亦指出女同性戀伴侶的表現與男同性戀的不同：
|         | 雖然最初的刺激活動往往是互相的，但很快便会由一方主導。「由誰主導」这一点不需言語交流，且通常亦不需要明顯的非言語交流。雖然有一對伴侶仍在繼續程序方面的討論，但身體已开始進行互動 |
| ——p. 55 | |

## 推動性治療改革
麥斯特與強生對性的解剖學和生理學研究大大有助於革新性問題的臨床治療方法。在他們首次向世界公开自身开發的性治療方案以前。患有像早發性射精、勃起功能障礙、陰道痙攣，和女性性冷感般的性功能障礙的人一般需要長期接受心理治療或精神分析治療，且治療的成功率很低。麥斯特與強生所开發的性治療方案只需2週便完成整个疗程，而接受治疗的亦不再只是患者，还会邀請患者的伴侣一同前來協助/予以建議，治療團隊亦需最少男女各一——这些改變都使得治療的成功率超過80％。

## 「治療」同性戀
麥斯特與強生研究中心在1968年到1977年期間嘗試把同性戀者轉化為異性戀者，並报稱在经过六年治疗后擁有71.6%的成功率。相關治療起始於美國精神醫學學會仍把同性戀定為精神障礙之時（1973年以前）。
托馬斯·邁爾（Thomas Maier）指出：「強生對麥斯特的轉化疗法持很大程度上的保留態度，並怀疑那些數據是麥斯特捏造的。」麥斯特的臨床助理人員兼精神科醫師羅伯特·科洛德尼（Robert C. Kolodny）也对此數據的真实性持保留態度，並稱麥斯特沒有保存書中所引用的案例研究文件 。在相关本書出版前不久，他寫了一封長達兩頁的信件予麥斯特，表達了自身和強生對疗法的結果持有保留意見，並敦促他重新考慮這本書應否出版，但结果無濟於事。由於同性戀正處於從DSM移除的邊緣，故堅持出版該書的麥斯特被書評家評為「聾啞人」后，便連同整本書一同遭到忽視。

## 批評
以雪兒·海特為首的性研究者專注於了解某人如何看待自己的性經驗及其意義。她批評麥斯特與強生的研究纳入了他們的文化態度，例如海特自身的研究指出70％不能在性交当中達至高潮的女性能夠通過自慰來容易地達至高潮。她與伊麗莎白·勞埃德（Elisabeth Lloyd）皆批評麥斯特與強生的觀點——認為「陰蒂能夠在性交过程中能经由進入而獲得足夠的刺激」，並且推測不能以此方式達至高潮即為女性「性功能障礙」的徵兆。雖然他們不否認金賽和麥斯特與強生對性研究做出的重大貢獻，但仍同时認为人們必須了解性經歷的文化及個人建構，使研究與實驗室外的性行為有關。然而海特的研究被指在方法学上出現問題。
此外麥斯特與強生的研究方法也遭到批評。保羅·羅賓遜認為，由於許多研究參與者为娼妓，所以這些人很有可能擁有更多的性經驗，並对性本身較为自在。他說指出這些結果必須謹慎對待，因為研究參與者並不能足夠代表一般人口。其他研究者則認為，麥斯特與強生在研究人類性反應週期時没有纳入同性戀參與者，進一步限制了其結果的普遍性。此外亦有批評針对着麥斯特與強生在實驗室研究性行為這一點。 雖然他們會讓參與者在實驗室中進行事前練習，盡可能讓其自在，但仍有一些評論家認為，在實驗室中從事性活動跟在家裡從事是稍有不同的。
另一項持續的批評則是關於維吉尼亞·強生的——儘管她擁有多年的臨床研究经驗，但卻从没獲得大學學位这一点经常为人诟病，且她沒有糾正那些在新聞界稱她作「強生博士」的人。

## 出版物
- Masters, W.H.; Johnson, V.E.  [人類性反應]. Toronto; New York: Bantam Books. 1966. ISBN 0-553-20429-7. 1981的版本：ISBN 978-0553204292
- Masters, W.H.; Johnson, V.E.  [人類性功能障礙]. Toronto; New York: Bantam Books. 1970. ISBN 0-553-20699-0.
- Masters, W.H.; Johnson, V.E. . Toronto; New York: Bantam Books. 1974. ISBN 0-553-20915-9.
- Masters, W.H.; Johnson, V.E.  [透視同性戀]. Toronto; New York: Bantam Books. 1979. ISBN 0-553-20809-8.
- Masters, W.H.; Johnson, V.E.; Kolodny, R.C.  [关于性与人类爱情]. Little, Brown and Company. 1988. ISBN 978-0316501606.
- Masters, W.H.; Johnson, V.E.; Kolodny, R.C.  [異性戀]. New York; London: HarperCollins. 1994. ISBN 0-7225-3027-7.

## 外部連結
- St. Louis Walk of Fame